# رقص کثیف
رقص کثیف (به انگلیسی: Dirty Dancing) یک فیلم رقص درام و عاشقانه آمریکایی محصول سال ۱۹۸۷ به کارگردانی امیل آردولینو با بازی پاتریک سوویزی و جنیفر گری است. داستان فرانسیس «بیبی» هاوسمن (گری)، زن جوانی را روایت می‌کند که در یک استراحتگاه تفریحی در بورشت بلت عاشق مربی رقص جانی کسل (سوایزی) می‌شود.
این فیلم بر اساس دوران کودکی خود برگستین، فیلمنامه‌نویس، ساخته شده است. او در ابتدا فیلمنامه‌ای برای فیلم «نوبت من است» با بازی مایکل داگلاس در سال ۱۹۸۰ نوشت، اما در نهایت داستانی برای فیلمی در ذهنش شکل گرفت که به «رقص کثیف» تبدیل شد. او فیلمنامه را در سال ۱۹۸۵ به پایان رساند، اما تغییرات مدیریتی در مترو گلدوین مایر، توسعه فیلم را با مشکل مواجه کرد. شرکت تولید فیلم به وسترون پیکچرز با کارگردانی امیل آردولینو و تهیه‌کنندگی لیندا گوتلیب تغییر یافت. فیلمبرداری در لیک لور، کارولینای شمالی و مانتین لیک، ویرجینیا انجام شد و موسیقی فیلم توسط جان موریس و طراحی رقص توسط کنی اورتگا ساخته شد.
فیلم «رقص کثیف» در ۱۲ مه ۱۹۸۷ در جشنواره فیلم کن به نمایش درآمد و در ۲۱ اوت در ایالات متحده اکران شد و بیش از ۲۱۴ میلیون دلار در سراسر جهان - ۶۴ میلیون دلار در ایالات متحده و کانادا و ۱۵۰ میلیون دلار در سایر مناطق - فروش داشت. این فیلم نقدهای مثبتی از منتقدان دریافت کرد که به ویژه اجرای گری و سوویزی را ستودند و موسیقی متن آن که توسط جیمی اینر ساخته شده بود، دو آلبوم چند پلاتینی و چندین تک‌آهنگ تولید کرد. «(من) زمان زندگی‌ام» که توسط بیل مدلی و جنیفر وارنز اجرا شد، جایزه اسکار بهترین آهنگ اصلی، جایزه گلدن گلوب بهترین آهنگ اصلی و جایزه گرمی بهترین اجرای پاپ توسط یک دوئت یا گروه با آواز را از آن خود کرد. در سال ۲۰۲۴، این فیلم توسط کتابخانه کنگره به عنوان «از نظر فرهنگی،» برای نگهداری در فهرست ملی فیلم ایالات متحده انتخاب شد.
محبوبیت این فیلم باعث شد تا فرنچایزهای دیگری با نام «رقص کثیف: شب‌های هاوانا» با موفقیت ساخته شوند، از جمله یک سریال تلویزیونی در سال ۱۹۸۸، چندین مسابقه واقع‌نما، یک پیش‌درآمد در سال ۲۰۰۴ با عنوان «رقص کثیف ۲»، یک نمایش صحنه‌ای که تمام بلیت‌هایش در چندین کشور فروخته شده است، یک اقتباس موزیکال تلویزیونی در سال ۲۰۱۷، و یک دنباله بدون عنوان که قرار است در سال ۲۰۲۵ منتشر شود و گری دوباره نقش خود را بازی خواهد کرد.

## خلاصه داستان
فرانسیس بی‌بی هوسمن دختر نوجوان هفده ساله‌ای است که در تابستان ۱۹۶۳ برای گردش و مسافرت به همراه خانواده‌اش به شمال نیویورک می‌روند. پدرش یک دکتر است و از بی بی انتظار دارد که به دانشگاه برود و با یک دکتر ازدواج کند. بی بی با یک مربی رقص به نام جانی آشنا می‌شود. رقاصه‌ای که با جان می‌رقصد حامله می‌شود و از کار بازمی‌ماند. بی بی بدون آگاهی خانواده‌اش آمادگی خود را برای رقص اعلام می‌کند تا با این‌کار به‌آن‌ها کمک کند. جانی می‌پذیرد. از آن روز جانی مربی رقص بی بی می‌شود و تمام وقت با او کار می‌کند. کم‌کم بین آنها عشقی به‌وجود می‌آید. بی بی می‌ترسد آن را با پدرش در میان بگذارد؛ زیرا به‌طور قطع پدرش حاضر نمی‌شود دخترش با یک مربی رقص ازدواج کند.

## مشروح داستان
در تابستان سال ۱۹۶۳، دختری نوجوان به نام فرانسیس «بیبی» هاوسمن همراه با خانواده‌اش—پدرش جیک، که یک قلب‌شناس است، مادرش مارج، و خواهر بزرگ‌ترش لیزا—برای تعطیلات به اقامتگاه لوکس کلِرمن در کَتسکیلز می‌روند. این اقامتگاه در ناحیهٔ معروف بورشت بلت قرار دارد و متعلق به مکس، دوست طعنه‌زن و صمیمی جیک، است. بیبی یک شب در حین گشت‌وگذار مخفیانه، متوجه می‌شود که مکس به گارسون‌های دانشجوی آیوی لیگ دستور می‌دهد با دختران مهمان، حتی اگر جذاب نباشند، لاس بزنند. مکس همچنین نسبت به کارکنان طبقهٔ کارگر بخش سرگرمی، از جمله جانی کَسل، مربی رقص، رفتار تحقیرآمیزی دارد. بیبی به جانی علاقه‌مند می‌شود و در مهمانی مخفیانه‌ای برای کارکنان، که پسرعموی خوش‌قلب جانی، بیلی، او را به آنجا می‌برد، دقایقی با جانی می‌رقصد. در همین حین، نوهٔ مکس، نیل، نیز به بیبی توجه نشان می‌دهد.
بیبی درمی‌یابد که شریک رقص جانی، یعنی پنی، از رابرتی—یک گارسون خوش‌گذران که در مدرسه پزشکی ییل تحصیل می‌کند—باردار شده و رابرتی هم‌اکنون به لیزا علاقه‌مند است. رابرتی از کمک به پنی سر باز می‌زند و بیبی بدون توضیح، از پدرش پول قرض می‌گیرد تا هزینهٔ سقط جنین پنی را بپردازد. پنی در ابتدا این پیشنهاد را رد می‌کند، چون عمل باعث می‌شود اجرای برنامه‌شان در اقامتگاهی دیگر را از دست بدهند و حقوق فصل را دریافت نکنند. اما بیبی داوطلب می‌شود به‌جای پنی با جانی برقصد. آن دو در طول جلسات تمرین رقص، به هم دل می‌بندند و گرچه در اجرای حرکت نهایی «بلندکردن» موفق نمی‌شوند، اجرای‌شان موفقیت‌آمیز است.
در بازگشت به کلرمن، پنی بر اثر عمل ناقص دچار خون‌ریزی شدید می‌شود و بیبی از پدرش کمک می‌گیرد تا او را درمان کند. دکتر هاوسمن که گمان می‌کند جانی پدر بچه است، از بیبی می‌خواهد از آن‌ها دوری کند. بیبی پنهانی نزد جانی می‌رود تا از نحوهٔ رفتار پدرش عذرخواهی کند، اما جانی به‌دلیل موقعیت اجتماعی‌اش، احساس بی‌ارزشی می‌کند. بیبی او را دلگرم کرده و عشقش را ابراز می‌کند. رابطهٔ عاشقانه‌ای میان آن دو شکل می‌گیرد، اما پدر بیبی حاضر نیست با دخترش صحبت کند.
جانی پیشنهاد غیراخلاقی یکی از زنان متأهل مهمان، ویوین پرسمن، را رد می‌کند و ویوین به‌جای او با رابرتی می‌خوابد، که باعث می‌شود نقشهٔ لیزا برای از دست‌دادن بکارتش با رابرتی به‌هم بخورد. ویوین وقتی بیبی را در حال خروج از کلبهٔ جانی می‌بیند، حسادت می‌کند و از روی انتقام، جانی را متهم می‌کند که کیف پول شوهرش را دزدیده است. مکس تصمیم به اخراج جانی می‌گیرد، اما بیبی با بیان این‌که شب سرقت با جانی بوده، برایش دفاعیه می‌آورد. در ادامه، دزدهای واقعی، یعنی سیدنی و سیلویا شوماخر، دستگیر می‌شوند، اما جانی همچنان به‌خاطر رابطه با بیبی اخراج می‌شود. جانی پیش از رفتن، سعی می‌کند با دکتر هاوسمن گفت‌وگو کند، اما از سوی او متهم می‌شود که فقط به بیبی علاقه‌مند شده تا به‌جایگاه اجتماعی بالاتری برسد. بیبی بعداً از پدرش بابت دروغ‌گویی عذرخواهی می‌کند، اما بابت رابطه‌اش با جانی نه؛ و او را به داشتن تعصب طبقاتی متهم می‌کند.
در مراسم پایانی استعدادها، دکتر هاوسمن نامهٔ معرفی رابرتی برای ورود به دانشکدهٔ پزشکی را به او می‌دهد، اما پس از آن‌که رابرتی می‌پذیرد پنی را باردار کرده و سپس به او و بیبی توهین می‌کند، دکتر با عصبانیت نامه را پس می‌گیرد. جانی به‌طور ناگهانی بازمی‌گردد، آهنگ نهایی مراسم را قطع می‌کند و بیبی را روی صحنه می‌برد و می‌گوید که او باعث شده آدم بهتری شود. آن‌ها رقصی را که تمام تابستان تمرین کرده بودند اجرا می‌کنند و این بار حرکت نهایی «بلندکردن» با موفقیت انجام می‌شود. دکتر هاوسمن به اشتباهش دربارهٔ جانی اعتراف کرده و با بیبی آشتی می‌کند. در پایان، کارکنان و مهمانان همراه بیبی و جانی، با ترانهٔ "(I've Had) The Time of My Life" می‌رقصند.

## نکاتی دربارهٔ فیلم
در ابتدا قرار بود بیلی زین در نقش جانی بازی کند اما بعد به دلیل اینکه نتوانست به خوبی برقصد نقش به پاتریک سوویزی سپرده شد. این نقش به وال کیلمر هم پیشنهاد شده بود، اما وی نقش را رد کرد.
جنیفر گری در زمان بازی در فیلم ۲۷ ساله بود و ۱۰ سال بزرگتر از نقش بی بی بود. موسیقی او مثل باد است در اصل برای فیلم دیگری نوشته شده بود اما در این فیلم از آن استفاده شد. رقص پاتریک سویزی و جنیفر گری در صحنه عشق همان رقصی بود که آن‌ها برای تست روی سالن نمایش انجام داده بودند.
صحنه‌ای که جانی و بی بی، تمرین رقص می‌کنند و جانی دست خود را به سمت زیر بغل بی بی پایین می‌آورد و بی بی می‌خندد جزو سکانس فیلم نیست. جنیفر گری واقعاً غلغلکش آمد و خندید. ناکامی وی از انجام این حرکت واقعی بود. بعداً از این صحنه در فیلم استفاده شد.